# Ikaw ang Miss Universe ng buhay ko
Ikaw ang Miss Universe ng buhay ko è un film del 1994 diretto da Ben Feleo e interpretato da Andrew E. e Charlene Gonzales.
La pellicola vede la partecipazione di diverse reginette di bellezza divenute attrici, tra cui la stessa Gonzales, Gloria Diaz e Michelle Aldana.

## Trama
Robin è un giovane bicolano a capo di una goffa combriccola di ragazzi, con i quali vive un'umile vita in una vecchia fabbrica abbandonata. Un giorno salvano un gruppo di giovani ragazze filippine – di alta classe e provenienti dall'estero – da una tentata rapina e offrono loro riparo temporaneo presso la loro abitazione: tra una disavventura e un'altra, i giovani imparano a conoscersi l'un l'altra. Robin inoltre, ha ereditato dal nonno una formula chimica per produrre un sapone, che a detta di quest'ultimo potrebbe rendere finalmente ricco il proprio nipote. Una volta tornata a casa, Perla farà conoscere Robin e i suoi amici a suo nonno, un anziano e ricco don, che per sdebitarsi cerca di realizzare il sogno del ragazzo di produrre un proprio sapone. L'annunciato ritorno delle ragazze per l'estero è tuttavia ostacolato dai sogni personali di Gaspar e della moglie, che cercano di arricchirsi a discapito dei giovani. Coinvolti in un tentato rapimento da parte degli uomini di Gaspar, Robin e Perla, innamoratisi l'uno dell'altra, riescono a salvarsi e a organizzare il proprio inaspettato matrimonio.

## Personaggi e interpreti
- Robin, interpretato da Andrew E.
- Perla / Pearl, interpretata da Charlene Gonzales
- Bong, interpretato da Niño Muhlach
- Gretchen, interpretata da Dindi Gallardo
- Robbie, interpretato da Dale Villar
- Edu, interpretato da Raffy Rodriguez
- Lily, interpretata da Michelle Aldana
- Rudy, interpretato da Patrick Guzman
- Lorna Tagasa, interpretata da Janine Barredo
- Vilma, interpretata da Ana Gonzales
- Moglie di Gaspar, interpretata da Gloria Diaz
- Gaspar, interpretato da Rod Navarro
- Don Julio, interpretato da Tony Mabesa
- Nipote di Don Julio, interpretato da Edgar Mortiz
- Nipote di Don Julio, interpretato da Rudy Meyer